# Семенково (Сергієво-Посадський міський округ)
Семенково — село у Сергієво-Посадському районі Московської області Російської Федерації.

## Розташування
Село Семенково входить до складу міського поселення Краснозаводськ, воно розташовано на захід від Краснозаводська. Найближчі населені пункти Краснозаводськ, Рогачово.

## Населення
Станом на 2010 рік у селі проживало 1151 людина